# 上原康恒
上原康恒（日语：／ Uehara Yasutsune，1949年10月12日—），日本男子拳击运动员。他曾代表日本参加1970年亚洲运动会拳击比赛，获得一枚铜牌。他于1972年11月成为职业选手。